# Distretto di Kaiping
Il distretto di Kaiping (开平区S, Kāipíng QūP) è un distretto della Cina, situato nella provincia di Hebei e amministrato dalla prefettura di Tangshan.